# Mario Genco
Mario Genco (Roma, 1º giugno 1939) è un giornalista e scrittore italiano.

## Biografia
Ha vissuto a Trapani dal 1946, dove frequenta il liceo classico Ximenes. Comincia a collaborare con la redazione locale del quotidiano L'Ora e quindi viene chiamato alla redazione di Palermo dal 1965, dove diviene capocronista. È stato quindi redattore capo del  Giornale di Sicilia fino ai primi anni '90. Collabora con la Repubblica Palermo.

## Opere
- Post scriptum, Palermo, Flaccovio Editore, 1990. ISBN 8878040444
- Il Delegato, Palermo, Sellerio, 1991. ISBN 978-88-389-0706-7
- Il collezionista di parole, Palermo, Edizioni della Battaglia, 1995.
- Il Caso Alfano, Palermo, Enzo Sellerio Editore, 1998. ISBN 978-88-7681-114-2
- Repulisti ebraico. Le leggi razziali in Sicilia (1938-1943), Palermo, Istituto Gramsci Siciliano, 2000.
- La storia del gas a Palermo, Palermo, Enzo Sellerio Editore, 2000. ISBN 978-88-7681-141-8
- Trattato generale dei pesci e dei cristiani, Catania, Prova d'autore, 2003. ISBN 978-88-88555-32-4
- I Pirandello del mare, ovvero l'enigma del nonno cambiato, Roma, XL Edizioni della collana Gramsciana dell'Istituto Gramsci Siciliano, 2013. ISBN 978-88-6083-052-4
- Nuovo trattato dei pesci e dei cristiani, Catania, Prova d'autore, 2013. ISBN 978-88-6282-109-4